# Trichosteleum le-testui
Trichosteleum le-testui är en bladmossart som beskrevs av Potier de la Varde 1928. Trichosteleum le-testui ingår i släktet Trichosteleum och familjen Sematophyllaceae. Inga underarter finns listade i Catalogue of Life.